# 雀鬼会
雀鬼会（じゃんきかい）とは、桜井章一が立ち上げた「雀鬼流漢道麻雀道場 牌の音」を運営する団体、またはそこに集う道場生たちのこと。

## 雀鬼会と麻雀界
竹書房主催の麻雀最強戦では、桜井の弟子たちが優勝したことがある（1992年第4回大会優勝 佐々木秀樹、1993年第5回大会優勝 山田英樹）。特に優勝したこの2名が取り上げられるが他の雀鬼会のメンバーも出場している。6回以降長らく出場をしていなかったが、第20回で金村尚紀が出場し、準優勝している。第1回優勝の片山まさゆき、第3回優勝の伊藤優孝、第9回優勝の土田浩翔、2014年優勝の藤田晋、2019年優勝の鈴木大介は雀鬼会所属経験がある。片山は"雀鬼の代走"として出場し優勝した。
その後も近代麻雀ゴールド誌では、2005年の廃刊直前まで、桜井と雀鬼会を題材にした漫画や記事がかなりの割合を占めていた。
90年代初頭、囲碁や将棋のプロなどと比べて、麻雀プロという名を持つ人々の自覚に欠ける点を感じ、彼らへの叱咤激励の意味で参加していたが、そのプロが変わるという希望が持てなくなったことを、参加しなくなった理由の一つにあげている。
最強戦に参加しなくなったのは第5回の打ち上げで長谷川和彦が雀鬼会の事を非難したからであるとも言われている。第5回最強位戦の打ち上げパーティー会場で長谷川がマイクで「雀鬼会の麻雀はロボットじゃねぇか！」「あんなの麻雀じゃねぇ！」と毒づいたところ優勝者の山田英樹が長谷川に立ち向かい反発する寸前で近代麻雀ゴールドの編集長の松田（当時）が「僕たちも悔しいですがやめてください！」と号泣しながら止めに入り会場は一時騒然となった（他数人も山田の制止に入った）。このとき桜井は怒って付き添いの雀鬼会のメンバーに「酒もってこい！」と酒を持ってこさせて飲めない酒を飲んでいた。
この騒動が半年後の週刊新潮に載り、それを読んだ桜井と昔知り合いだった右翼団体が牌の音に電話を掛け（電話に出たのは山田英樹）「あんな悲しい事があったんだね」「長谷川は許せないな！」「あとは俺たちに任せといて」と右翼団体幹部が言ったのに危険を感じた山田英樹が桜井に知らせた。この事件以降、長谷川はおとなしくなり、後に最強戦に優勝した時に「雀鬼会の方にもまた出場してほしいです」と言った。

## 支部 同好会 勉強会
各地に拠点を有する。支部・同好会・勉強会等、厳密な定義はないが、活動の濃度・在籍する人数等により呼称に差異があり、ホームページ上に其々の所在地、代表者等が紹介されている
- 大阪支部（大阪府高槻市）
- 名古屋支部（愛知県名古屋市）
- 九州同好会（福岡県大野城市）
- いわき同好会（福島県いわき市）
- 北海道利尻島同好会（北海道利尻郡）
- 飛騨古川同好会（岐阜県吉城郡）
- 広島勉強会（広島県広島市）
- 長野同好会（長野県松本市）
- 沖縄同好会
- 山形庄内同好会
- 札幌勉強会

## 雀鬼会出身の著名人
- 伊藤優孝 - 日本プロ麻雀連盟副会長・九段[1]
- 土田浩翔 - 後に破門、最高位戦日本プロ麻雀協会
- 馬場裕一 - 麻雀ライター[1]
- 片山まさゆき - 漫画家[1]
- 藤田晋 - サイバーエージェント社長
- 鈴木大介 - 将棋棋士、日本プロ麻雀連盟、Mリーグ「BEAST X」所属
- ジャン斎藤 - 格闘技ライター、Dropkick編集長
- 安田潤司 - 映画監督